# Istanbul (film)
Istanbul är en svensk-turkisk film från 1989 i regi av Mats Arehn. I rollerna ses bland andra Timothy Bottoms, Twiggy och Robert Morley.

## Om filmen
Filmen var en svensk-turkisk samproduktion som gjordes för den internationella marknaden där den fick bra publik. Den distribuerades dock inte i Sveriges bio-bolag och har endast visats på biograf två gånger med premiär 7 augusti 1989 på biograf Fågel Blå. Musiken gjordes av Tomas Ledin.

## Rollista (urval)
- Timothy Bottoms – Frank
- Twiggy – Maud
- Robert Morley – Atkins
- Emma Kihlberg – Mia
- Lena Endre – Ingrid

### Fotnoter
1. 1 2  ”Istanbul”. Svensk Filmdatabas. http://www.sfi.se/sv/svensk-filmdatabas/Item/?itemid=17213&type=MOVIE&iv=Basic&ref=/templates/SwedishFilmSearchResult.aspx?id%3d1225%26epslanguage%3dsv%26searchword%3distanbul%26type%3dMovieTitle%26match%3dBegin%26page%3d1%26prom%3dFalse. Läst 22 maj 2013.